# Balthasar Arend
Balthasar Arend (* 6. Januar 1640 in Neuendorf in Holstein (als Geburtsjahr wird auch 1641 angegeben, als Geburtsorte auch Hademarschen oder Glücksburg); † 16. Januar 1687 in Berdum) war ein deutscher Theologe, der sich intensiv mit der Landeskunde und der Landesgeschichte des Harlingerlandes befasste. Er wurde vor allem bekannt durch die 1684 von ihm unter dem Titel Generale Beschreibung des  Harlinger Landes und Speziale Vorstellung der Herrlichkeiten Esens, Stedesdorf und Wittmund geschriebene Landesbeschreibung des Harlingerlandes.

## Leben
Balthasar Arend war der Sohn des  holsteinischen Pastors Cajus Arend  (1614–1691) und seiner Ehefrau Maria  geb. Brun, Tochter eines Ratsherrn in Göteborg. 1639 heirateten die beiden. Im Folgejahr wurde Balthasar geboren.
Nachdem er höhere Schulen in Langensalza und Gotha besucht hatte, begann er im Sommersemester 1658 das Studium der Theologie an der Universität Jena. 1660 wechselte er nach Leipzig, um im Folgejahr nach Straßburg zu gehen, wo er sich mehrere Jahre aufhielt. Abschließend studierte er noch je ein Semester in Kopenhagen und Leiden. Am  10. August 1667 wurde er auf die zweite Pfarrstelle nach Delmenhorst berufen. Am 9. September 1668 heiratete Arend Anna Martha Cadovius, die damals siebzehnjährige älteste Tochter von Matthias Cadovius.
Sein Schwiegervater trat am 3. Mai 1670 die Stelle als Generalsuperintendent in Aurich an. Er war es wohl, der dafür sorgte, dass Balthasar auf die Pfarrstelle im Harlingerland berufen wurde, wo  der  Landesherr anders als im restlichen Ostfriesland das  uneingeschränkte  Besetzungsrecht  für  die Pfarrstellen hatte. Am 14. Juni 1675 wurde Arend feierlich in sein Amt an der Maria-Magdalena-Kirche in Berdum, einer der höchstdotierten Pfarrstellen des Harlingerlandes, eingeführt. Dort befasste er sich fortan intensiv mit der Landeskunde und Landesgeschichte der Region und schrieb zwei landesgeschichtliche Chroniken und eine historische Topografie des Harlingerlandes. Diese seinerzeit unveröffentlichten Schriften sind bis heute erhalten, während seine theologischen Werke nur noch schwer erhältlich oder gar nicht zu erhalten sind. 1687 starb der seinerzeit 47-Jährige in Berdum.

## Familie
Aus der Ehe von Balthasar Arend und Marta gingen fünf Kinder, vier Mädchen und ein Junge, hervor. Der 1679 geborene Sohn Balthasar Johannes wurde später Pastor im Jeverland. Über ihn gelangten die Manuskripte seines Vaters in das Oldenburger Staatsarchiv. Dort entdeckte Heinrich Reimers sie Anfang der 1920er Jahre und gab sie 1923 heraus.

## Werke
Die 1684 von Arend unter dem Titel Generale Beschreibung des  Harlinger Landes und Speziale Vorstellung der Herrlichkeiten Esens, Stedesdorf und Wittmund geschriebene und seinerzeit unveröffentlichte Landesbeschreibung des  Harlingerlandes zählt zu den wichtigsten Quellen ihrer Art in Ostfriesland. Im ersten Teil des Werkes beschreibt Arend die Natur, die  Lage  am  Meer  mit  den  Inseln Langeoog und Spiekeroog, die Bodenbeschaffenheit, die Fauna und Flora und die volkskundlichen Besonderheiten des Harlingerlandes. Der zweite Teil enthält eine detaillierte Ortsbeschreibung der Herrlichkeiten Esens, Stedesdorf und Wittmund. In seinem Werk zeichnet er ein zwiespältiges Bild der Ostfriesen. Sie neigen seiner Meinung nach zu übermäßigem Essen und Trinken, zum Streit und Prozessieren „mannigmahl nichtswerter Dinge wegen“, zum  Fluchen und Verleumden. Lobend erwähnt er hingegen er ihre Untertanentreue, ihre Bereitschaft, den Armen zu helfen und ihre Kirchlichkeit. In den 1680er Jahren verfasste er den Zeit-, Jahr- und Tag-Weiser des Harlinger-Landes, dessen Druck bereits beschlossene Sache war, aber wegen des frühen Todes Arends im Jahre 1687 nicht mehr erfolgte. Die ursprüngliche Handschrift galt lange Zeit als verschollen, bis sie um 1920 wiederentdeckt worden war. 2020 gab Georg Murra-Regner das Werk erneut heraus.
- Dissertatio de angelis. Jena 1661;
- Disputatio de resurrectione Christi, adversus haereticos et hostes alios, ex 1. Thess. IV. 14. Straßburg 1664
- Laudatio funebris, memoriae et honori viri... Theodori Reinking, haereditarii in Wellingsbüttel. Straßburg 1665 (erweiterte Neuausgabe Frankfurt 1676 [Ex.: HAB Wolfenbüttel])
- Vox libera, ad augustum,  veri  bonique,  beatae  recordationis  principem,  privato quondam calamo emissa à Johanne Valentino Andreae... nunc publico Cordatorum scrutinio submissa, omniumque, piorum auribus infusa cura Balthas. Arend, Glückstadt 1667 [Ex.: HAB Wolfenbüttel]
- Geistlicher Krieg, das Himmelreich mit Gewalt zu stürmen. Predigt aus Joh. 11,12, Glückstadt 1671
- Geistlicher Friede mit Gott und den Menschen. Predigt aus Luc. 11,14, Glückstadt 1671
- Fürbittendes und danksagendes Delmenhorst, Glückstadt 1672
- Köcher voller Pfeile, Oldenburg 1673
- Des Leibes  und  der  Seelen  Zustand  nach  dem  Tode.  Leichenpredigt  über  Ant.  Günther  von  Reinking,  Glückstadt 1676
- 20 Gesänge umb den Frieden zu Gott, Oldenburg 1683
- Zeit-, Jahr- und Tagweiser des Harlingerlandes
- Generale Beschreibung des  Harlinger Landes und Speziale Vorstellung der Herrlichkeiten Esens,  Stedesdorf und Wittmund